# Beinwil am See
Beinwil am See é uma comuna da Suíça, no Cantão Argóvia, com cerca de 2.637 habitantes. Estende-se por uma área de 5,78 km², de densidade populacional de 456 hab/km². Confina com as seguintes comunas: Aesch (LU), Beromünster (LU), Birrwil, Fahrwangen, Meisterschwanden, Menziken, Reinach. A língua oficial nesta comuna é o Alemão.